# ラドン＝ニコディムの定理
数学におけるラドン＝ニコディムの定理（ラドン＝ニコディムのていり、英: Radon–Nikodým theorem）は、測度論の分野における一結果で、ある可測空間 (X, Σ) が与えられたとき、(X, Σ) 上のある σ-有限測度 ν が別の (X, Σ) 上の σ-有限測度 μ に関して絶対連続であるなら、任意の可測部分集合 A ⊂ X に対して次を満たす可測函数  f  : X → [0, ∞) が存在することを述べた定理である：
{\displaystyle \nu (A)=\int _{A}f\,d\mu }
この函数  f  はラドン＝ニコディム微分と呼ばれ、dν/dμ と表記される。
この定理の名は、1913年に空間 RN での特別な場合について証明を与えたヨハン・ラドンと、1930年に一般の場合の証明を与えたオットー・ニコディムに由来する。1936年にハンス・フロイデンタールは、この定理を特別な場合として含む、リース空間での一結果であるフロイデンタールのスペクトル定理を証明することによって、その結果の更なる一般化に成功した。
Y がバナッハ空間であり、ラドン＝ニコディムの定理が Y に値を取る函数に対して同様に成り立つなら、Y はラドン＝ニコディム性を備えると言われる。全てのヒルベルト空間はラドン＝ニコディム性を備えている。

## ラドン＝ニコディム微分
上述の等式を満たす函数  f  は、 μ-零集合の違いを除いて一意である。すなわち、同じ性質を満たす別の函数 g が存在するなら、μ に関してほとんど至るところで  f  = g が成り立つ。 f  は通常 dν/dμ と表記され、ラドン＝ニコディム微分と呼ばれる。この表記と呼称は、この函数がある測度の別の測度に関する密度の変化率を表しているという意味で微分積分学における微分の類似物となっていることに由来する。同様の定理は、符号付複素測度に対しても証明することができる。すなわち、μ が非負の σ-有限測度で、ν が有限値の符号付あるいは複素測度で |ν| ≪ μ を満たす（ν が μ に関して絶対連続である）なら、X 上の μ-可積分な実あるいは複素数値函数 g が存在して、すべての可測集合 A に対して次を満たす。
{\displaystyle \nu (A)=\int _{A}g\,d\mu .}

## 応用
この定理は確率論におけるアイデアを、実数上で定義される確率質量および確率密度から、任意の集合上で定義される確率測度へと拡張する上で非常に重要となる。このことは、ある確率測度を別のものへ変化させることが可能か、また可能であればどのようにできるか、という事実を示唆している。特に、ある確率変数の確率密度関数は、ある基底測度（通常は連続型確率変数に対するルベーグ測度）に関する誘導測度 (induced measure) のラドン＝ニコディム微分となる。それは例えば、確率測度の条件付期待値の存在を示す際に利用することができるが、これ自体が確率論における重要概念であり、条件付き確率はその特殊例に過ぎない。
その他の分野では、数理ファイナンスにおいてこの定理は広く用いられている。確率測度の変化はデリバティブの合理価格設定 (rational pricing) を行う上での基本であり、実際の確率をリスク中立確率に転換する上で用いられる。

## 性質
Bermudez et al. (2025)  は、以下の性質の証明を形式化しています。
- ν, μ および λ を同一の測度空間上の σ-有限測度とする。ν ≪ λ および μ ≪ λ（ν と μ は λ に関して絶対連続）であるなら、次が成り立つ。

{\displaystyle {\frac {d(\nu +\mu )}{d\lambda }}={\frac {d\nu }{d\lambda }}+{\frac {d\mu }{d\lambda }}\quad \lambda {\text{-almost everywhere}}.}
- ν ≪ μ ≪ λ であるなら、次が成り立つ。

{\displaystyle {\frac {d\nu }{d\lambda }}={\frac {d\nu }{d\mu }}{\frac {d\mu }{d\lambda }}\quad \lambda {\text{-almost everywhere}}.}
- 特に、μ ≪ ν かつ ν ≪ μ であるなら、次が成り立つ。

{\displaystyle {\frac {d\mu }{d\nu }}=\left({\frac {d\nu }{d\mu }}\right)^{-1}\quad \nu {\text{-almost everywhere}}.}
- μ ≪ λ であり、g が μ-可積分函数であるなら、次が成り立つ。

{\displaystyle \int _{X}g\,d\mu =\int _{X}g{\frac {d\mu }{d\lambda }}\,d\lambda .}
- ν が有限の符号付測度あるいは複素測度であるなら、次が成り立つ。

{\displaystyle {d|\nu | \over d\mu }=\left|{d\nu  \over d\mu }\right|.}

## さらなる応用

### 情報ダイバージェンス
μ および ν は X 上の測度で、μ ≪ ν が成り立つものとする。
- μ から ν へのカルバック・ライブラー情報量は、次で定義される。

{\displaystyle D_{\mathrm {KL} }(\mu \|\nu )=\int _{X}\log \left({\frac {d\mu }{d\nu }}\right)\;d\mu .}
- α > 0, α ≠ 1 に対し、μ から ν への位数 α のレニーダイバージェンス（英語版）は、次で定義される。

{\displaystyle D_{\alpha }(\mu \|\nu )={\frac {1}{\alpha -1}}\log \left(\int _{X}\left({\frac {d\mu }{d\nu }}\right)^{\alpha -1}\;d\mu \right).}

## σ-有限性の仮定
ラドン＝ニコディムの定理では、ν の変化の割合を計算するための測度 μ は σ-有限であると仮定されていた。ここでは、その μ が σ-有限でないときにはラドン＝ニコディムの定理が成立しないことを示す。
実数直線上のボレル完全加法族を考える。あるボレル集合 A の数え上げ測度 μ を、A が有限である場合はその元の数、そうでない場合は ∞ で定義する。実際に μ が測度であることは確かめることが出来る。しかし、すべてのボレル集合が有限集合の可算個の合併であるとは限らないので、それは σ-有限ではない。ν をこのボレル加法族上の通常のルベーグ測度とする。このとき、ν は μ に関して絶対連続である。なぜなら、ある集合 A に対して μ(A) = 0 となるのは A が空集合であるときのみであり、そのときは ν(A) もゼロとなるからである。
ラドン＝ニコディムの定理が成立するものと仮定する。すなわち、ある可測函数  f  に対して
{\displaystyle \nu (A)=\int _{A}f\,d\mu }
がすべてのボレル集合について成立するものとする。A を単集合 A = {a} とし、上述の等式を使うことで
{\displaystyle 0=f(a)}
がすべての実数 a に対して成り立つ。このことは函数  f  およびルベーグ測度 ν がゼロであることを意味し、矛盾である。

## 証明
この節では、ラドン＝ニコディムの定理の測度論的な証明を紹介する。ヒルベルト空間の手法を使った函数解析的な証明も、ジョン・フォン・ノイマンによって与えられている。
証明のアイデアは、有限測度 μ および ν に対して  f dμ ≤ dν を満たす函数  f  を考えることである。単調収束定理の下で、そのようなすべての函数の上限はラドン＝ニコディム微分を与える。有限測度に関する技術的な事実より、μ の残りの部分は ν に関して特異的であることが従う。そのような結果が有限測度に対して得られれば、σ-有限測度や符号付測度、複素測度に対しても自然な形で拡張される。詳細は下記の通りである。

### 有限測度の場合
はじめに μ と ν のいずれも有限値の非負測度である場合を考える。F を、次の関係式を満たすようなそれらの可測函数  f  : X → [0, ∞) の集合とする：
{\displaystyle \forall A\in \Sigma :\qquad \int _{A}f\,d\mu \leq \nu (A).}
少なくともゼロ函数を含むため F ≠ ∅ である。今  f1,  f2 ∈ F とし、A を任意の可測集合とし、次を定義する：
{\displaystyle {\begin{aligned}A_{1}&=\left\{x\in A:f_{1}(x)>f_{2}(x)\right\},\\A_{2}&=\left\{x\in A:f_{2}(x)\geq f_{1}(x)\right\},\end{aligned}}}
このとき、
{\displaystyle \int _{A}\max\{f_{1},f_{2}\}\,d\mu =\int _{A_{1}}f_{1}\,d\mu +\int _{A_{2}}f_{2}\,d\mu \leq \nu (A_{1})+\nu (A_{2})=\nu (A)}
が成り立ち、したがって max{ f 1,  f 2} ∈ F となる。
今 { fn }  を、次を満たす F 内の函数列とする。
{\displaystyle \lim _{n\to \infty }\int _{X}f_{n}\,d\mu =\sup _{f\in F}\int _{X}f\,d\mu .}
 fn  をはじめの n 個の函数の最大で置き直すことで、{ fn }  は増加列であると仮定することが出来る。g を次で定義される函数とする。
{\displaystyle g(x):=\lim _{n\to \infty }f_{n}(x).}
ルベーグの単調収束定理より、各 A ∈ Σ に対して
{\displaystyle \int _{A}g\,d\mu =\lim _{n\to \infty }\int _{A}f_{n}\,d\mu \leq \nu (A)}
が成り立ち、したがって g ∈ F となる。また、g の構成法より
{\displaystyle \int _{X}g\,d\mu =\sup _{f\in F}\int _{X}f\,d\mu }
となる。g ∈ F であるため、
{\displaystyle \nu _{0}(A):=\nu (A)-\int _{A}g\,d\mu }
は Σ 上の非負測度を定義する。ν0 ≠ 0 を仮定する。このとき、μ は有限であるため、ν0(X) > ε μ(X) を満たすようなある ε > 0 が存在する。(P, N) を符号付測度 ν0 − ε μ に対するハーン分解とする。すべての A ∈ Σ に対して ν0(A ∩ P) ≥ ε μ(A ∩ P) であり、したがって
{\displaystyle {\begin{aligned}\nu (A)&=\int _{A}g\,d\mu +\nu _{0}(A)\\&\geq \int _{A}g\,d\mu +\nu _{0}(A\cap P)\\&\geq \int _{A}g\,d\mu +\varepsilon \mu (A\cap P)\\&=\int _{A}(g+\varepsilon 1_{P})\,d\mu \end{aligned}}}
が成立することに注意されたい。また μ(P) > 0 であることに注意されたい。実際、もし μ(P) = 0 であるなら、（ν は μ に関して絶対連続であるため）ν0(P) ≤ ν(P) = 0 であり、したがって ν0(P) = 0 および
{\displaystyle \nu _{0}(X)-\varepsilon \mu (X)=(\nu _{0}-\varepsilon \mu )(N)\leq 0,}
が成り立つが、これは ν0(X) > εμ(X) に矛盾する。
したがって
{\displaystyle \int _{X}(g+\varepsilon 1_{P})\,d\mu \leq \nu (X)<+\infty }
が成り立つことから、g + ε 1P ∈ F となり、
{\displaystyle \int _{X}(g+\varepsilon 1_{P})\,d\mu >\int _{X}g\,d\mu =\sup _{f\in F}\int _{X}f\,d\mu }
が満たされる。しかしこれは矛盾であるため、元の仮定 ν0 ≠ 0 が偽ということになる。したがって、目標としていた ν0 = 0 が得られる。
今 g は μ-可積分であるため、集合 {x ∈ X : g(x) = ∞}  は μ-零である。したがって、 f  を
{\displaystyle f(x)={\begin{cases}g(x)&{\text{if }}g(x)<\infty \\0&{\text{otherwise,}}\end{cases}}}
のように定めれば、 f  は目標としていた性質を満たすものとなる。
一意性を示すために、 f, g : X → [0, ∞) を、すべての可測集合 A に対して次を満たす二つの函数とする。
{\displaystyle \nu (A)=\int _{A}f\,d\mu =\int _{A}g\,d\mu .}
このとき、g − f  は μ-可積分であり、
{\displaystyle \int _{A}(g-f)\,d\mu =0}
となる。特に、A = {x ∈ X : f(x) > g(x)} あるいは {x ∈ X : f(x) < g(x)} に対して、次が成り立つ。
{\displaystyle \int _{X}(g-f)^{+}\,d\mu =0=\int _{X}(g-f)^{-}\,d\mu .}
したがって (g − f )+ = 0 が μ に関して至る所で成り立つ。同様のことが (g − f )− に対しても成り立つため、 f  = g が μ に関して至る所で成り立ち、一意性は示される。

### σ-有限正測度の場合
μ および ν が σ-有限であるなら、X は μ および ν の下で有限測度を持つような Σ 内の素集合の列 {Bn}n の合併として記述することが出来る。各 n に対し、次を満たすような Σ-可測函数  fn  : Bn → [0, ∞) が存在する：
{\displaystyle \nu (A)=\int _{A}f_{n}\,d\mu .}
ただし Bn は A の Σ-可測部分集合である。それらの函数の合併  f  が、求める函数となる。
一意性について、各  fn  は μ に関してほとんど至る所で一意であるため、 f  もそのようになる。

### 符号付測度および複素測度の場合
ν が σ-有限の符号付測度であるなら、ハーン＝ジョルダン分解により、いずれかが有限であるような ν = ν+ − ν− に分解することが出来る。それら二つの測度に対して前述の結果を適用することで、それぞれ ν+ および ν− に対してラドン＝ニコディムの定理を満たすような二つの函数 g, h : X → [0, ∞) を得ることが出来る。またそれらの内少なくとも一つは μ-可積分（すなわち、μ に関する積分が有限）となる。 g および h のいずれも μ に関するほとんど至る所での恒等性を除いて一意であるため、 f = g − h が一意性を含む求められる性質を満たしていることは明らかである。
ν が複素測度であるなら、有限値の符号付測度 ν1 および ν2 によって ν = ν1 + iν2 という分解を得ることが出来る。上述の議論を適用することで、それぞれ ν1 および ν2 に対して求められる性質を満たす二つの函数 g, h : X → [0, ∞) を得ることが出来る。明らかに、 f  = g + ih が求める函数である。